# PFC 레프스키 소피아

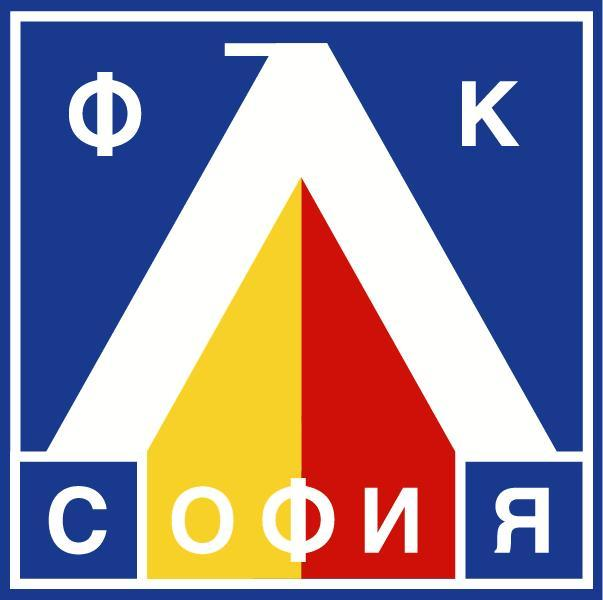

PFC 레프스키 소피아(불가리아어: ПФК Левски София)는 불가리아의 축구 클럽이다. 연고지는 수도 소피아이며 현재 불가리아 1부리그 파르바리가에 참가하고 있고 클럽 이름은 불가리아의 혁명가 바실 레프스키에서 유래된 이름이다.
불가리아 내에서 최고의 팀들 가운데 하나로 레프스키 소피아는 26번의 리그 우승과 25번의 컵 대회 우승 기록을 갖고있다. 레프스키 소피아는 불가리아에서 1부 리그에서 강등되지 않은 유일한 팀으로 남아 있으며 국제적으로는 UEFA 컵 위너스컵 8강에 3번 올랐는데 UEFA컵 8강에도 2번 올랐었다. 2006년에는 불가리아 팀 가운데 UEFA 챔피언스리그의 조별 리그에 오른 유일한 팀이 되었다.

## 역대 성적
- A 프로축구그룹 (26회 우승)

1933, 1937, 1942, 1946, 1947, 1949, 1950, 1953, 1965, 1968, 1970, 1974, 1977, 1979, 1984, 1985, 1988, 1993, 1994, 1995, 2000, 2001, 2002, 2006, 2007, 2009
- 불가리아 컵 (26회 우승)

1942, 1946, 1947, 1949, 1950, 1956, 1957, 1959, 1967, 1970, 1971, 1976, 1977, 1979, 1982, 1984, 1986, 1991, 1992, 1994, 1998, 2000, 2002, 2003, 2005, 2007
- UEFA컵

8강 : 1975-76, 2005-06
- UEFA 컵 위너스컵

8강 : 1969-70, 1976-77, 1986-87

## 선수 명단

### 현역
참고: FIFA 자격 규정에 따라 소속된 국가대표팀 국기를 표시합니다. 선수는 복수의 FIFA 비회원국 국적을 가지고 있을 수 있습니다.
| 번호 | 포지션 | 국적 | 이름          |
| ---- | ------ | ---- | ------------- |
| 6    | DF     |      | 웬더슨 쓰나미 |
| 17   | FW     |      | 이베르통 발라 |

| 번호 | 포지션 | 국적 | 이름 |
| ---- | ------ | ---- | ---- |

## 역대 감독
| 감독                | 임기      |
| ------------------- | --------- |
| 뤼디거 아브람치크   | 2001      |
| 슬라비샤 요카노비치 | 2013      |
| 륩코 페트로비치     | 2016      |
| 델리오 로시         | 2017~2018 |
| 니콜라이 코스토프   | 2023~     |

## 같이 보기
- 유럽 클럽 협회